# Synagoga v Dubrovníku
Synagoga v Dubrovníku, často také nazývaná Stará synagoga, hebrejsky בית כנסת דוברובניק (Bejt knesset Dubrovnik), je sefardská synagoga v bývalém židovském ghettě v Dubrovníku v Chorvatsku, na jihu Dalmátského pobřeží.
Jedná se o nejstarší kontinuálně fungující sefardskou synagogu světa a zároveň o druhou nejstarší doposud činnou synagogu v Evropě, po pražské Staronové.
Údajně byla založena již v roce 1352, první písemně potvrzené doklady ovšem pocházejí z roku 1408, kdy byla úředně posvěcena.
Interiér je veskrze barokní, ze 16. až 18. století, mnoho prvků (např. lustry) secesních. Dispozice interiéru je typicky sefradského ritu, tj. bima uprostřed a sezení okolo. Do třetího, nejmenšího patra určeného pro ženy (ezrat našim), se vystupuje po malém schodišťátku.
Synagoga je, obdobně jako mnoho jiných sefardských synagog obdobného stáří ve Středomoří, velice dobře ukryta uvnitř interiéru domu, a tím je skryta. Nachází se ve druhém patře nenápadného domu č. 5 ve spodní (jižní) části Židovské ulice (Žudiouska ulica) v okrsku dubrovnického Starého města (Stari grad Dubrovnik). V prvním patře je malé muzeum ŽNO v Dubrovníku.